# Sferometro

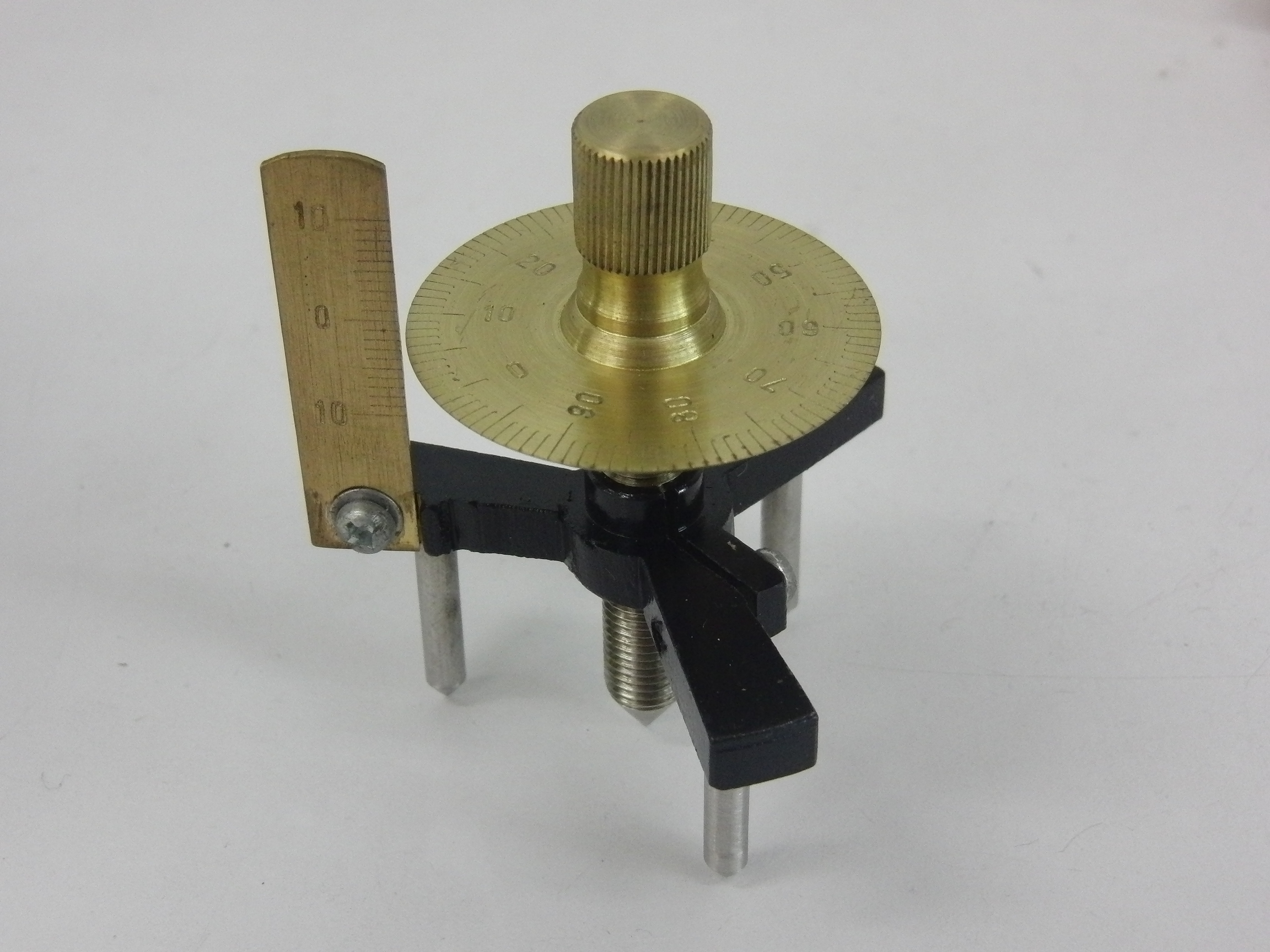
Sferometro

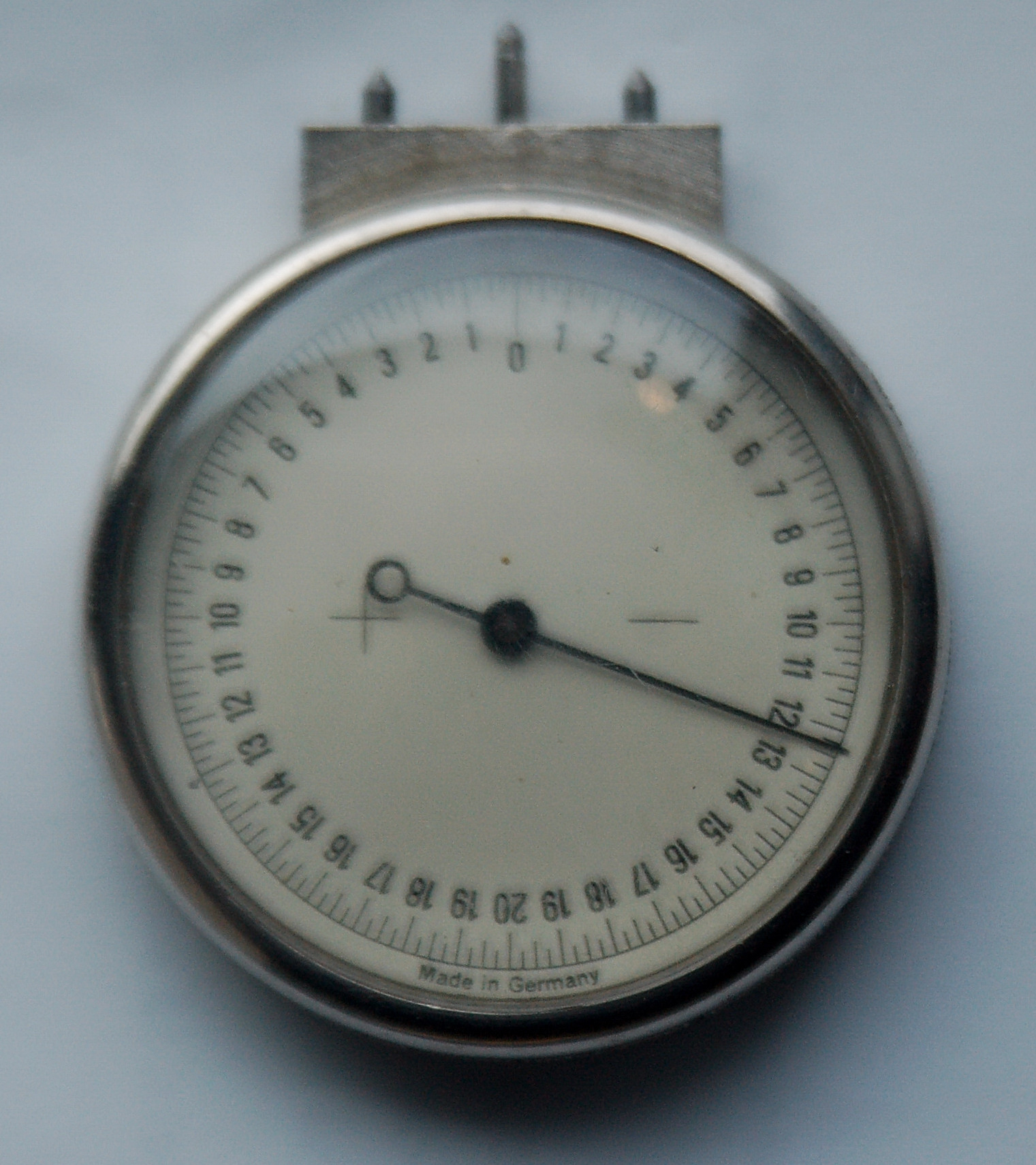
Diottrometro

Lo sferometro è uno strumento per la misura dello spessore di piccole sbarre o lastre e, indirettamente, del raggio della calotta sferica o della sfera cui la calotta appartiene.
È un treppiede avente i piedi disposti al vertice di un triangolo equilatero; al centro del treppiede è fissata una madrevite nella quale scorre una vite micrometrica che termina in basso con un cono.
Poggiato lo sferometro su una superficie piana, lo spostamento della vite micrometrica dà la misura dello spessore della sbarretta o della lamina. 
Per la misura del raggio di una sfera si dispone lo sferometro sulla superficie sferica e si legge sulla graduazione l'altezza raggiunta quando il vertice del cono della vite tocca la superficie; in tal modo si ha l'altezza del segmento sferico limitato dai tre piedi dello sferometro.
Si può inoltre determinare il diametro della calotta poiché le tre punte delle gambe del treppiede formano un triangolo equilatero del quale è nota l'altezza; con questi dati quindi è semplice calcolare il diametro della sfera.
Uno strumento derivato dallo sferometro è il diottrometro, usato per misurare la curvatura delle lenti ottiche.